# Czerniczyn
Czerniczyn (ukr. Черничин) – wieś w Polsce położona w województwie lubelskim, w powiecie hrubieszowskim, w gminie Hrubieszów. Leży przy drodze wojewódzkiej nr 844.

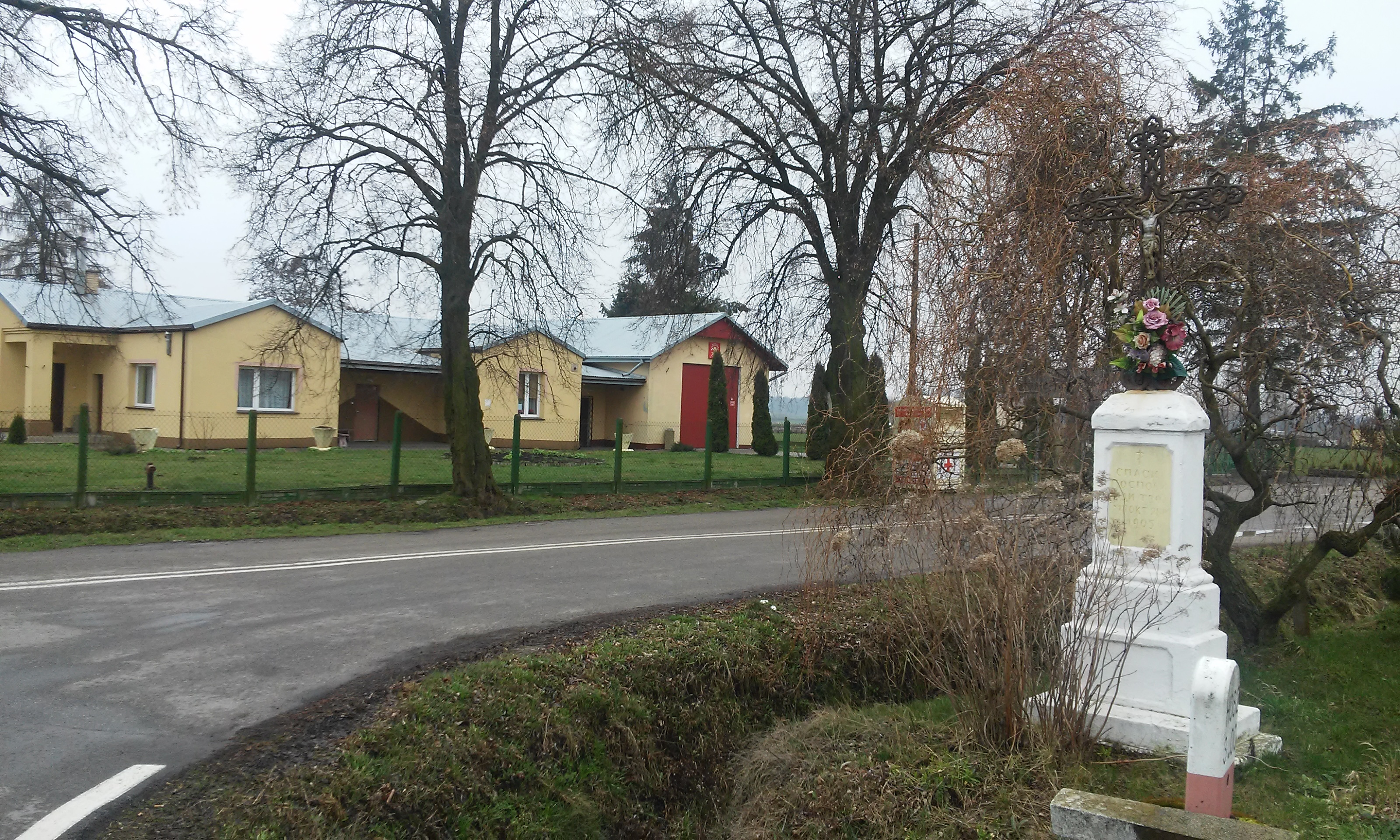
Siedziba OSP i krzyż prawosławny z inskrypcją : Zbaw, Panie, lud twój, i błogosław dziedzictwo twoje

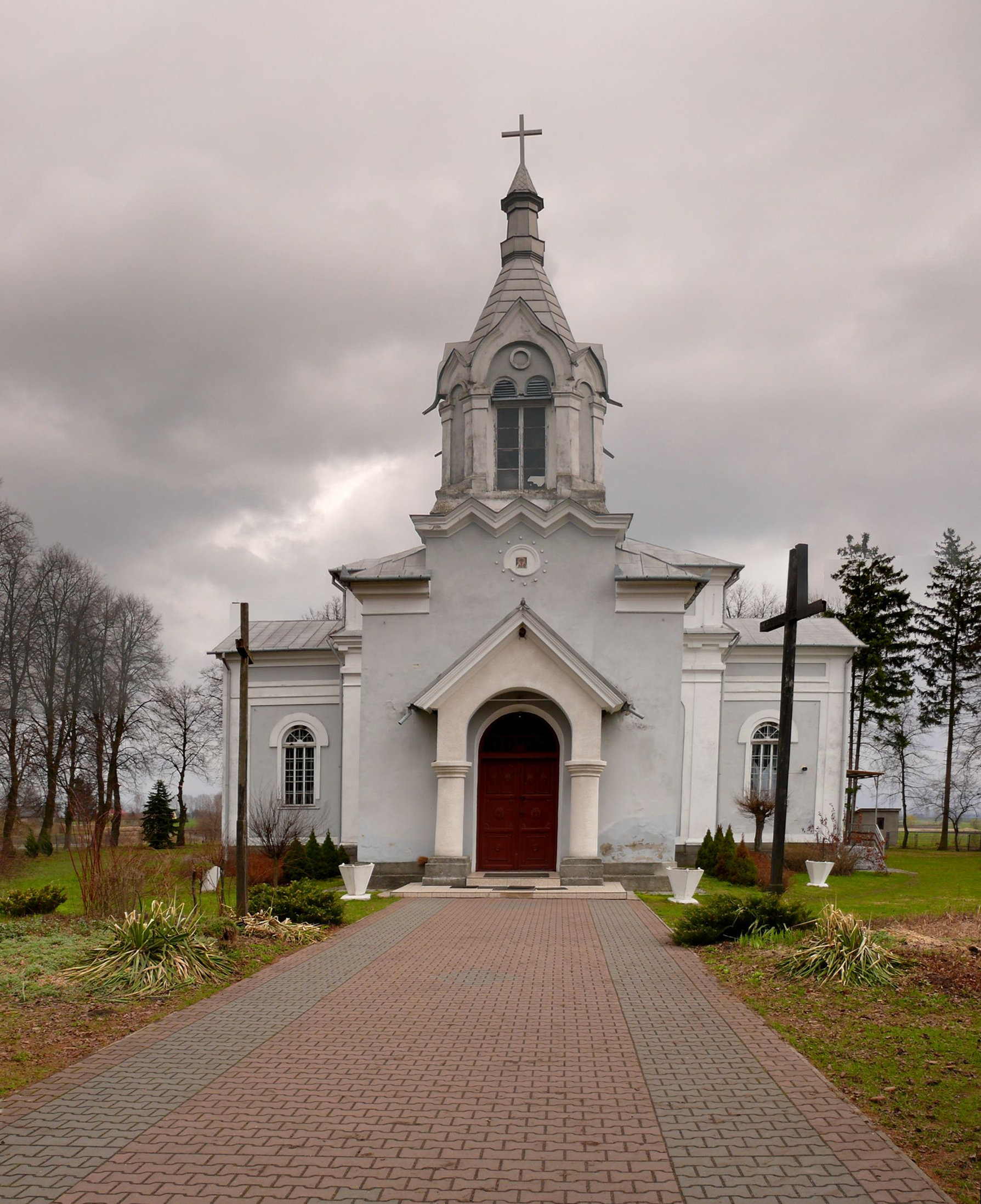
Kościół, dawna cerkiew

Wieś starostwa hrubieszowskiego położona była w XVIII wieku w ziemi chełmskiej. W latach 1945–1954 miejscowość była siedzibą gminy Mieniany.
W latach 1954–1972 wieś należała i była siedzibą władz gromady Czerniczyn. W latach 1975–1998 miejscowość administracyjnie należała do województwa zamojskiego. 
Wieś stanowi sołectwo gminy Hrubieszów. Według Narodowego Spisu Powszechnego (III 2011 r.) liczyła 692 mieszkańców i była największą miejscowością gminy Hrubieszów.
Wieś jest siedzibą rzymskokatolickiej parafii św. Jana Chrzciciela.

## Historia
Pierwsze wzmianki o Czerniczynie pochodzą z 1142 roku. Średniowieczny kronikarz wspomina osadę Czernieczks (Czerniczyn) – prawdopodobnie jeden z Grodów Czerwieńskich. Następnie w roku 1429, kiedy to pobliski Hrubieszów (wówczas Rubieszów) stał się siedzibą sądowego powiatu ziemskiego. 15 marca 1627 roku Zygmunt III Waza oddał synowi Władysławowi IV starostwo rubieszowskie, w jego skład wchodził Czerniczyn i inne okoliczne wsie. W 1800 roku Ignacy Cetner ze swoją córką Anną Potocką sprzedali we Lwowie Hrubieszów wraz z kilkoma wsiami, wśród których był Czerniczyn, Aleksandrowi i Annie z Zamoyskich książętom Sapiehom, zaś oni ks. Stanisławowi Staszicowi. Od 1816 roku zaś wszedł w skład Towarzystwa Rolniczego Hrubieszowskiego. W XV wieku istniała już w Czerniczynie parafia łacińska, a po spaleniu się kościoła na początku wieku XVII, wieś przyłączono w roku 1629 do parafii Hrubieszów. Z czasem w Czerniczynie powstała parafia unicka. W okresie kasaty unickiej diecezji chełmskiej w 1875 uległa ona likwidacji, a w jej miejsce utworzono prawosławną. Od roku 1948 Czerniczyn był filią parafii rzymskokatolickiej w Hrubieszowie. Oddzielna parafia rzymskokatolicka została ponownie erygowana, 20 czerwca 1957 r., przez bp. Piotra Kałwę. Poza budynkiem kościelnym otrzymała 0,57 ha ziemi. We wsi znajduje się kościół parafialny pw. św. Jana Chrzciciela wzniesiony w 1870 roku jako cerkiew unicka pw. Wszystkich Świętych. Cerkiew tę w roku 1875 przejęła parafia prawosławna, zaś w roku 1949 – katolicy obrządku łacińskiego. Od roku 1957 do chwili obecnej jest siedzibą parafii rzymskokatolickiej.
Służbę duszpasterską w Czerniczynie pełnili
- 1782–1802 — ks. greckokatolicki Andrzej Jurkiewicz;
- 1802–1844 — ks. greckokatolicki Мichał Chilewski;
- 1860–1873 — ks. greckokatolicki Мichał Sebowicz;
- 1873 do co najmniej 1904 — ks. prawosławny Iwan Michajłowski;
- 1918–1922 — ks. prawosławny Antoni Jarosiewicz;
- 1922–1923 — ks. prawosławny Michał Hrycaj;
- 1923–1930 — ks. prawosławny Piotr Kurkowicz;
- 1930–1938 — ks. prawosławny Eliasz Segeda;
- 1938–1944 – ks. prawosławny Bazyli Liaszenko;
- 1944–1947 — ks. prawosławny Roman Hurko;
- 1957–1976 – ks. rzymskokatolicki Władysław Siudym;
- 1976–2006 – ks. rzymskokatolicki Marian Garmol;
- od 2006 – ks. rzymskokatolicki Piotr Kawecki.

W kościele znajdują się rokokowe, dziewięciogłosowe organy mechaniczne z XVIII wieku, gruntownie odremontowane w latach 2007–2008. Naprzeciw kościoła znajduje się cmentarz rzymskokatolicki założony w roku 1957. Na terenie wsi istnieje też nieczynny cmentarz prawosławny.
W Czerniczynie znajduje się:
- Parafia rzymskokatolicka
- szkoła podstawowa
- Ochotnicza straż pożarna (OSP)
- biblioteka i świetlica Gminnego Ośrodka Kultury (GOK)
- kółko rolnicze
- sklep spożywczo-przemysłowy